# Monstres dans Donjons et Dragons
Dans le jeu de rôle sur table de fantasy Donjons et Dragons, le mot monstre renvoie à des créatures variées, certaines adaptées de contes, mythes et légendes, d'autres inventées par les auteurs du jeu. Certaines sont des monstres traditionnels comme les dragons, des créatures surnaturelles comme les fantômes, et des animaux du monde réel ou des créatures fantastiques. Une caractéristique importante du jeu est que les monstres constituent habituellement des obstacles que joueurs et joueuses doivent surmonter pour progresser dans l'aventure. Dès la première édition du jeu en 1974, un catalogue de monstres (un bestiaire) figure parmi les manuels de jeu, d'abord intitulé Monsters & Treasure et par la suite retitré Monster Manual. Composantes essentielles de Donjons et Dragons, de nombreux monstres sont devenus emblématiques et reconnaissables même en dehors du jeu, exerçant une influence sur les jeux vidéo, la littérature et la culture populaire.

## Origines et inspirations

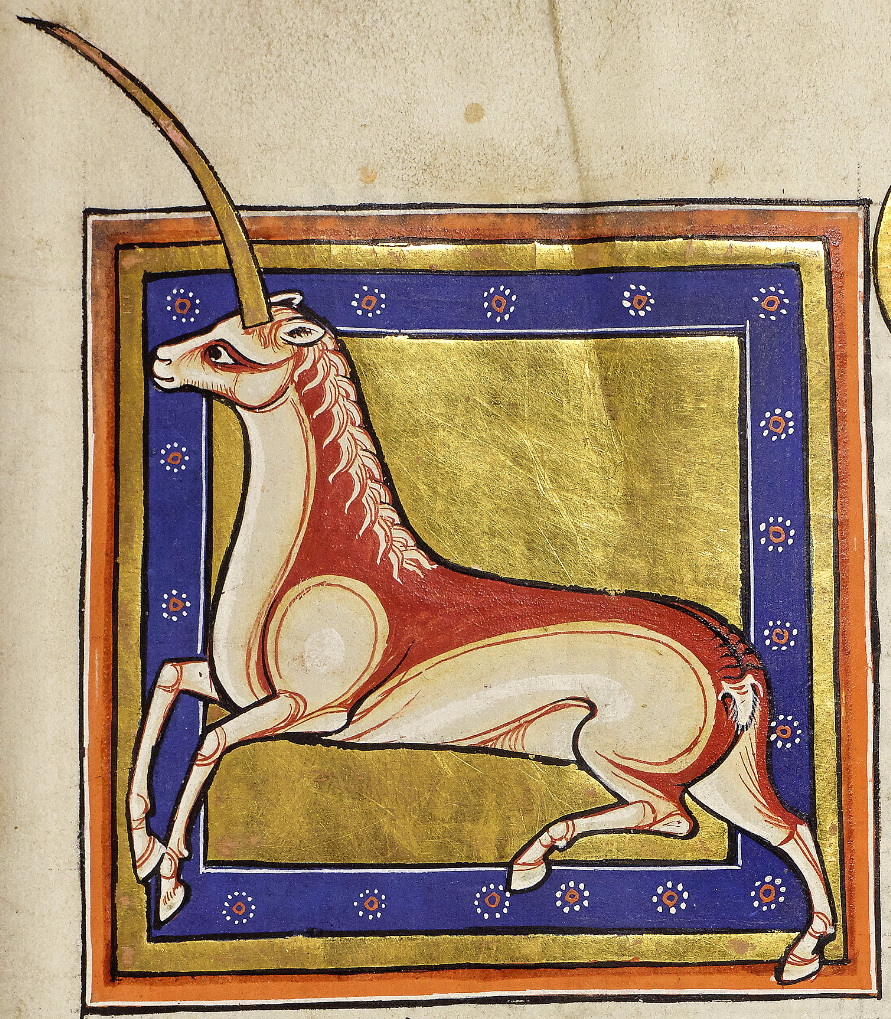
Folio 15 recto du Bestiaire d'Aberdeen, conçu dans l'Aberdeenshire au XII, et représentant une licorne.

Bien que de nombreuses « créatures bizarres et grotesques » soient des créations originales du jeu, de nombreuses autres s'inspirent des mythologies, des bestiaires médiévaux, de la science-fiction, de la fantasy et du cinéma. En 1982, Gary Alan Fine observe que le cadre géographique du jeu de base reste très vague, tandis que la plus grande importance est donnée aux « aventures des personnages dans l'inframonde, à tuer et à se faire tuer par des monstres variés, dont beaucoup dérivent de mythologies traditionnelles ». Mauricio Rangel Jiménez va jusqu'à dire que des connaissances minimales en matière de mythologie, de religion et de fantasy sont nécessaires pour suivre, bien que « les créatures ne soient pas limitées par le contexte géographique ou historique de leurs sources d'origine » et que leur créateur Gary Gygax les ait « fait coexister dans un univers unique qui les agrégeait ». L'universitaire Laurent Di Filippo remarque que les créateurs de jeu ne consultent souvent pas directement les sources anciennes, mais que la matière qu'ils y puisent passe bien plutôt par « processus culturels de transmission qui vont des sources médiévales aux productions des industries culturelles contemporaines [...] Ces transformations peuvent être le résultat de traductions ou d’adaptations. Ce processus d’évolution continue qui implique à la fois permanence et changement est appelé le « travail sur le mythe [Arbeit am Mythos] » par le philosophe allemand Hans Blumenberg »,.
En raison de l'arrière-plan vaste et éclectique auquel ils s'adossent, les monstres de Donjons et Dragons ont pu être qualifiés de pastiche de leurs sources. Dans certains cas, cela a débouché sur des plaintes en justice : ainsi, l'éditeur a dû modifier des noms issus des œuvres de J. R. R. Tolkien en raison de problèmes de propriété intellectuelle.
Dans les ouvrages du jeu, les monstres sont habituellement présentés avec une illustration, leurs caractéristiques dans le jeu, et une description détaillée. Les monstres peuvent subir des adaptations dues aux besoins propres aux créateurs du jeu et aux éditeurs, ce qui peut passer par la description de capacités de combat qui peuvent avoir été absentes des sources ou laissées dans l'implicite. Les représentations artistiques de créatures variées ont constitué un outil central pour l'immersion dans le jeu dès sa création,.

## Accueil
La quantité et la diversité des monstres contribuent à l'intérêt du jeu en contraignant les personnages joueurs à adopter des tactiques variées face à eux.
Les monstres de Donjons et Dragons ont également suscité des critiques variées. La représentation de monstres magiques ou démoniaques a fait partie des raisons qui ont abouti, aux États-Unis, à des paniques morales au sein des croyants conservateurs,,. La place centrale de l'activité consistant à tuer des monstres a également soulevé des commentaires négatifs. Les monstres étant traditionnellement définis par le nombre de points d'expérience qu'ils rapportent au personnage qui les tue, Erik Sofge, dans une tribune parue en 2008 sur Slate, a accusé le jeu de promouvoir une violence « sociopathe » et d'être obsolète au regard d'autres jeux de rôle sur table plus récents, qui offrent des possibilités narratives bien plus nuancées. Nicholas J. Mizer a soutenu qu'au contraire, l'expérience gagnée par le biais du combat formait une illustration de la Théorie de la classe de loisir avancée par Thorstein Veblen, selon laquelle « l'esprit prédateur » des humains, appliqué à un combat, pouvait mener à un statut élevé dans la société.
Certains monstres féminins, comme les nymphes et les succubes, reconduisent selon Philip J. Clements des stéréotypes sexistes qui présentaient la sexualité féminine comme intrinsèquement dangereuse.

## Influence

### Influence sur la littérature defantasy
Selon la chercheuse française Anne Besson, la fantasy américaine est marquée par l'influence de plusieurs auteurs, dont Robert E. Howard (qui publie les aventures de Conan le Barbare dès les années 1930) et J. R. R. Tolkien, mais aussi, à partir des années 1970–1980, par l'influence du jeu de rôle Donjons et Dragons, dont les prémices ludiques, les archétypes et le bestiaire influencent fortement les univers conçus pour ce jeu et les séries romanesques qui en dérivent, comme Lancedragon, les Royaumes oubliés et autres. Certains auteurs parlent de ludic fantasy à propos de ces romans,.
L'écrivain britannique China Miéville, auteur de romans de fantasy qui collectionne les bestiaires de jeux de rôle sur table, dit être inspiré par les monstres de Donjons et Dragons dans l'invention des créatures de ses livres, et mentionne un monstre de son roman Le Concile de fer directement inspiré par une créature d'Advanced Dungeons & Dragons.

### Modélisations chiffrées d'univers de fiction
Selon Jaroslav Švelch, Donjons et Dragons joue un rôle crucial dans la transformation de la figure des monstres issus des mythes et légendes en une base de données de créatures définies par des données chiffrées et un niveau de puissance : il considère que ce travail « d'encodage » a ouvert la voie aux monstres tels qu'ils sont simulés dans les jeux vidéo. Cette logique de modélisation chiffrée, générale dans Donjons et Dragons, s'applique aussi bien aux monstres qu'aux personnages que l'on incarne, tous les types de personnages étant définis par des statistiques telles qu'un nombre de points, le nombre de points de dommage qu'ils infligent au combat, leur vitesse de déplacement, etc.

## Principaux monstres

### Principaux monstres de la première édition deDonjons et Dragons(1974)

#### Dragon

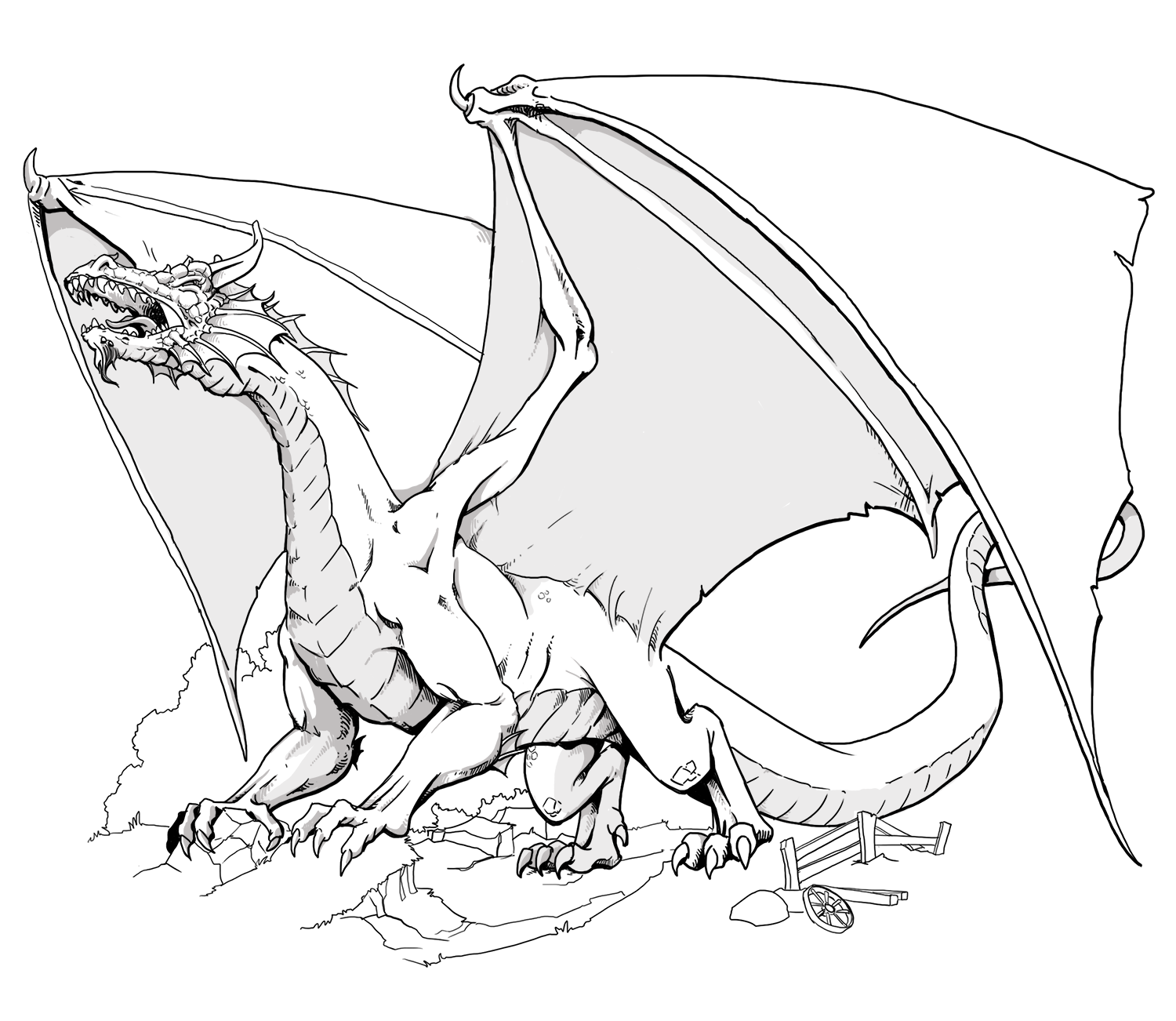
Un dragon, tel que vu dans le jeu de rôle Donjons et Dragons.

Les dragons sont la créature emblématique de Donjons et Dragons et forment de puissants adversaires pour les personnages-joueurs,,. Ils apparaissent très fréquemment sur les couvertures des éditions et suppléments du jeu. Cette conception du dragon s'inscrit dans la continuité de la littérature épique où le dragon est considéré comme la créature la plus redoutable. Dans le jeu, les dragons sont dotés d'intelligence, de ruse, d'un souffle dévastateur et de puissants pouvoirs magiques. Le jeu invente de nombreux sous-types de dragons aux apparences, aux personnalités et aux pouvoirs variés, comme les dragons chromatiques (de différentes couleurs, plutôt maléfiques) et les dragons métalliques (liés à différents métaux et plutôt bénéfiques). Dans les premiers temps du jeu, en dépit de leur apparition sur les couvertures, les dragons sont peu présents dans les scénarios, car leur grande puissance les rend difficiles à affronter pour des groupes de personnages qui ne seraient pas suffisamment expérimentés. L'univers de Lancedragon, créé en 1984, est conçu pour mettre en avant ce type de créature, son idée centrale consistant à imaginer un monde dominé par des dragons.

#### Gnoll
Les gnolls sont des créatures humanoïdes malfaisantes que le manuel du jeu puise explicitement dans les écrits de Lord Dunsany ; Gary Gygax explique s'être également inspiré de l'écrivaine américaine Margaret St. Clair et avoir inventé de nombreux détails. Les gnolls sont listés, avec les hobgoblins, parmi les créatures liées au Chaos. Une illustration du jeu montre une créature courbée, au museau allongé, aux longues oreilles, pourvue de griffes, équipée d'un casque, d'une armure et d'une hache. En 1977, lors de la publication Monsters manual (manuel des monstres) d'Advanced Dungeons and Dragons, les gnolls sont décrits de manière différente puisqu'ils ressemblent à des hyènes. L'édition de Tom Moldvay en 1981, surnommée la « boîte rouge », confirme cette apparence, conservée par la suite. Au départ une espèce souterraine, les gnolls deviennent des nomades, dont l'économie est entièrement tournée vers le pillage et l'esclavage, menés par le fanatisme religieux lié au démon Yeenoghu.

#### Halfelin

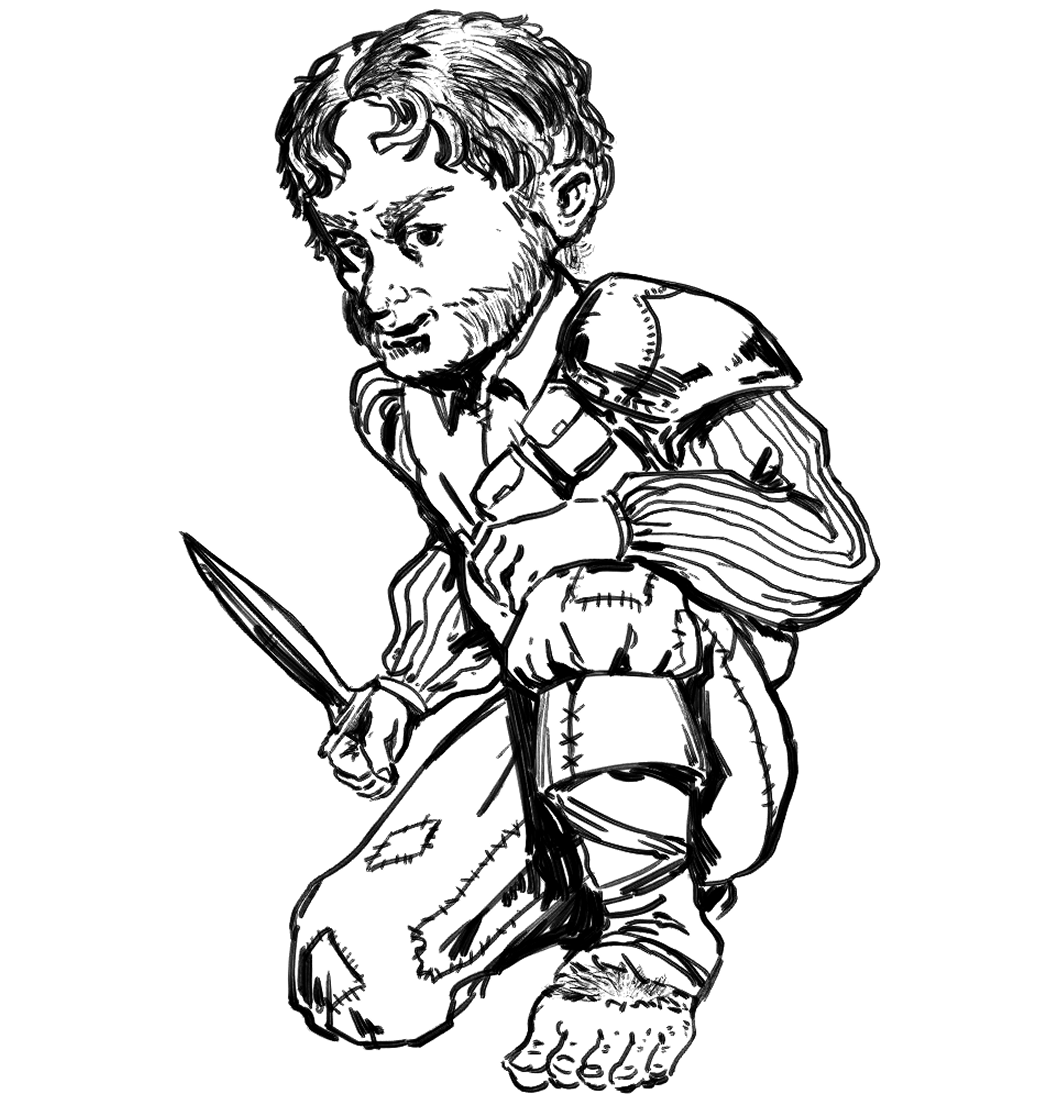
Représentation de Halfelin par Jonathan Torres

Les halfelins (en anglais : halflings), aussi appelés petites gens ou semi-hommes, sont des créatures humanoïdes qui mesurent environ la moitié de la taille d'un humain adulte et sont moins trapues que les nains. Un halfelin excelle dans l'art de voler et de se sortir de toutes les situations. Il est également connu pour sa très grande habileté à la fronde. L'univers de Lancedragon introduit par la suite un type de halfelin spécifique au monde de Krynn, le kender.
Le terme halfelin est une forme francisée du terme anglais halfling, qui veut dire « demi-portion » (ou « semi-homme ») et qui provient d'Écosse. Dans les tout premiers ouvrages de Donjons et Dragons, le jeu reprenait les hobbits, peuple inventé par l'écrivain britannique J. R. R. Tolkien. Mais l'éditeur TSR a changé le nom afin d'éviter des poursuites pour infraction au droit d'auteur. Le nom halfelin est aussi utilisé par Tolkien pour désigner les hobbits de manière plus occasionnelle, mais n'a pas été inventé par lui et se retrouve dans de nombreux autres univers de fantasy qui se situent dans la lignée de Tolkien.

#### Lycanthrope et autres animaux-garous
Les lycanthropes et plusieurs autres animaux-garous (ours-garous, sangliers-garous et tigres-garous) apparaissent dans l'édition de Donjons et Dragons dite "la boîte blanche" en 1974. Ils s'inspirent librement des légendes des lycanthropes et des thérianthropes. Les suppléments et éditions suivantes ajoutent des types supplémentaires d'animaux-garous, dont plusieurs deviennent des peuples jouables et plus seulement des créatures de bestiaire. Des variantes apparaissent dans les décors de campagne tels que les Royaumes oubliés et Eberron. L'ouvrage Donjons et Dragons pour les nuls considère le loup-garou comme un « monstre classique » du jeu. La présence de loups-garous dans le jeu fait partie des raisons invoquées par les fondamentalistes chrétiens américains pour associer le jeu à l'occulte et le condamner au cours de la panique morale survenue dans les années 1980,.

#### Pégase et ses variantes
Le pégase apparaît pour la première fois dans l'édition de 1974, dite « la boîte blanche ». Il ne s'agit pas d'une créature unique mais d'une espèce entière de chevaux ailés magiques de grande taille (environ 1,80 m au garrot pour 5 à 7,5 m d’envergure). Le jeu crée aussi un pégase aquatique ainsi que l'unisus, hybride entre un pégase et une licorne.

#### Troll
Le troll de Donjons et Dragons reprend de nombreux traits de la créature des mythes et légendes médiévales scandinaves, mais lui ajoute un pouvoir qui y est absent : la capacité du troll à se régénérer, c'est-à-dire à refermer ses blessures quand il est blessé. Ce pouvoir a été inspiré aux auteurs par un roman de fantasy de Poul Anderson, Trois cœurs, trois lions.

#### Vase, gelée et pudding

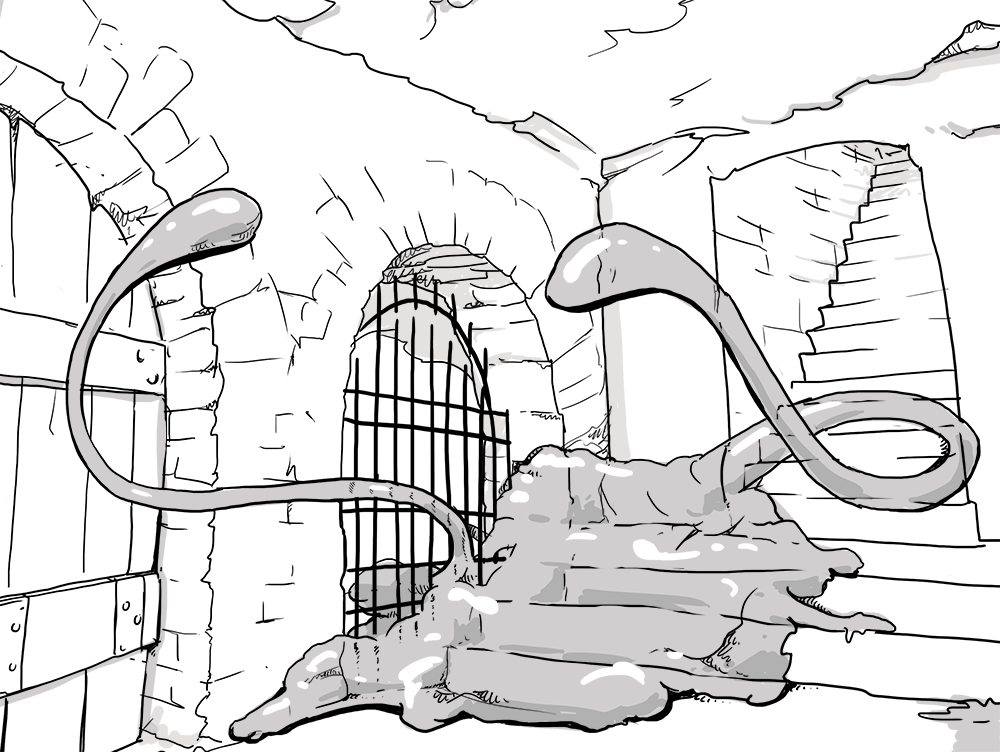
Une gelée ocre, l'un des monstres errants catégorisés comme « vase » dans Donjons et Dragons.

Une vase est une créature sans forme précise et sans intelligence, qui se contente de satisfaire son besoin naturel principal : manger. Elle est d'alignement neutre. Les vases sont apparues dès la première édition de Donjons et Dragons en 1974 ; en effet, le bestiaire de ce jeu contient le pudding noir (black pudding), le cube gélatineux (gelatinous cube), la vase grise (grey ooze), le limon vert (green slime) et la gelée ocre (ochre jelly). La version Advanced Dungeons and Dragons (1977), dans son Manuel des monstres, ajoute le traqueur gluant (slithering tracker), ainsi que le démon des vases, Jubilex (Juiblex). La gelée paralysante (stunjelly) apparaît dans le Fiend Folio (1981). Le cristal carnivore (crystal ooze) ainsi que d'autres puddings (puddings mortels, deadly puddings, brun, marron et blanc) apparaissent dans le module The Lost Caverns of Tsojcanth (1982) et sont repris dans le Monster Manual II (1983), qui contient aussi la gelée moutarde (mustard jelly). Mais les créatures citées ci-dessus ne sont pas encore regroupées sous une même appellation. C'est dans le troisième édition de Donjons et Dragons, que le terme « vase » devient un type de créature.

### Principaux ajouts du supplémentGreyhawk(1975)
Faucongris (en anglais : Greyhawk), le premier univers décrit en détail pour le jeu, paraît en 1975.

#### Bête éclipsante
La bête éclipsante (displacer beast), ou Dirlagraun ou encore Omlarcat, a l'apparence d'une panthère, mais dotée de deux longs appendices tentaculaires partant de son dos et garnis de dents. Elle dispose de pouvoirs magiques, principalement la capacité d'avoir l'air de se trouver à plusieurs mètres de son emplacement réel. Elle apparaît également dans le film Donjons et Dragons : L'Honneur des voleurs (2023).

#### Cube gélatineux
Un cube de vase gélatineuse qui erre dans les couloirs souterrains et se nourrit d'organismes vivants ou de charognes. Il apparaît également dans le film Donjons et Dragons : L'Honneur des voleurs (2023).

#### Liche
Une liche (en anglais : lich) est un sorcier mort-vivant doté de puissants pouvoirs magiques. Pour se changer en liche, ce type de personnage renonce à son âme et la place dans un ou plusieurs artefacts d'âme ou phylactères, ce qui leur permet de ne plus craindre ni le passage du temps, ni aucun dégât subi par leur corps. La campagne La Tombe des Horreurs met aux prises les personnages-joueurs avec une puissante liche, Acererak.
Plusieurs œuvres de fiction et jeux postérieurs mettent à leur tour en scène des liches. Le jeu de batailles de figurines fantastiques Warhammer et ses jeux dérivés, notamment les jeux vidéo, comprennent une faction de morts-vivants et de squelettes dirigés par des rois-liches. La série télévisée d'animation américaine Adventure Time diffusée de 2010 à 2018, met en scène un adversaire principal appelé La Liche,,. Le jeu de rôle sur table Pathfinder met également en scène ce type de monstre. Le jeu de rôle sur table 13th Age, paru en 2013, inclut un Roi Liche parmi les 13 puissants personnages non-joueurs que les personnages-joueurs peuvent affronter.

#### Monstre rouilleur
Le monstre rouilleur (en anglais : rust monster) ressemble à une puce géante et est attiré par le métal, car il s'en nourrit. Il a la capacité de faire rouiller en quelques instants en le touchant avec ses antennes, ce qui peut causer de grands dégâts à l'équipement des personnages-joueurs. Comme plusieurs autres monstres, il est inspiré à Tim Kask et Gary Gygax par un lot de jouets en plastique bas de gamme. Il apparaît également dans le film Donjons et Dragons : L'Honneur des voleurs (2023).

#### Ours-hibou, ou hibours
Cette créature a l'aspect d'un ours ayant une tête et des serres de hibou. Il est repris dans plusieurs jeux vidéo dérivés du jeu de rôle. Il est considéré comme l'un des monstres les plus populaires du jeu. Dans le film Donjons et Dragons : L'Honneur des voleurs (2023), la druidesse Doric a la capacité de se métamorphoser en ours-hibou. Des créatures similaires apparaissent dans les jeux vidéo WarCraft sous le nom de wildkin ou owlkin.

#### Tyrannœil

Vue d'artiste d'un tyrannœil.

Le tyrannœil (en anglais beholder) est une créature volante sphérique dotée d'un grand œil central et d'une bouche dentue, et dotée de courts tentacules portant chacun un œil. Les yeux peuvent lancer des rayons aux effets variables selon l'œil qui les lance. Maléfiques et dangereux, les tyrannœils sont repris dans de nombreux suppléments et œuvres dérivées du jeu.

### Principaux ajouts du supplémentBlackmoor(1975)

#### Flagelleur mental, ou Illithid
Les flagelleurs mentaux (en anglais mind flayers), aussi appelés les illithids, sont des humanoïdes maigres à la peau violette, caoutchouteuse et glabre. Ils ont une tête bulbeuse avec un cerveau volumineux et une bouche de lamproie encadrée par quatre tentacules. Ils disposent de puissants pouvoirs psioniques. ils sont hermaphrodites. Esclavagistes, ils se reproduisent par un processus appelé cérémorphose : ils implantent une larve dans le cerveau d'un humanoïde d'une autre espèce, dont la larve, en grossissant, dévore le cerveau jusqu'à prendre le contrôle du corps, formant un nouvel illithid. Dans la plupart des univers de Donjons et Dragons, les flagelleurs mentaux vivent dans les profondeurs, comme l'Outreterre dans les Royaumes oubliés ou Khyber dans Eberron. Dans Spelljammer, ils parcourent l'espace dans leurs propres nefs.
Les flagelleurs mentaux apparaissent dans plusieurs œuvres de fiction dérivées de D&D ou y faisant référence. Un monstre dans la série télévisée américaine Stranger Things, plus particulièrement dans la saison 2 diffusée en 2017, est surnommé le Flagelleur mental et donne son titre à l'épisode 8 de cette saison. Dans le jeu vidéo Baldur's Gate III, dérivé de Donjons et Dragons et situé dans l'univers des Royaumes oubliés, les flagelleurs mentaux sont un des nombreux groupes d'adversaires présents au fil du jeu. Ce sont eux qui font débuter l'intrigue en kidnappant les personnages principaux et en les contaminant avec leurs larves pendant l'introduction du jeu.

### Principaux ajouts duBestiaire monstrueux(1977)

#### Mimique
Une mimique est une créature souterraine capable d'imiter à s'y méprendre la texture du bois ou de la pierre. Elle prend souvent l'apparence d'un coffre au trésor pour attirer des aventuriers et les dévorer. Elle apparaît également dans de nombreux jeux vidéo dérivés du jeu ainsi que dans le film Donjons et Dragons : L'Honneur des voleurs (2023). Ce monstre est repris par des jeux vidéo non dérivés de D&D, comme la série de jeux Dark Souls, et apparaît aussi d'autres œuvres de fiction, dont le manga Frieren.

#### Peryton
Il s'agit d'une créature maléfique géante de type bête, possédant la partie antérieure d'un cerf avec une tête de chien féroce aux oreilles dressées et la partie postérieure d'un aigle surmontée de cornes d'obsidienne brillantes, un plumage vert foncé, une tête bleu-noir aux yeux orange pâle et des serres jaunes. Les perytons ont besoin de manger de l'homme ou des cœurs humanoïdes pour survivre, et les femelles de se reproduire, et ils chassent donc les humains et autres humanoïdes. Ils prennent tout trésor que la victime pourrait avoir, et le stockent à la manière d'un dragon,,. Dans le bestiaire de Donjons et Dragons, le peryton figure depuis la première édition du Manuel des monstres. Il a été développé dans le numéro 82 de Dragon, en février 1984. On les retrouve dans la seconde édition des Royaumes oubliés dans le Monstrous Compendium Forgotten Realms Appendix II en 1991.

### Principaux ajouts du supplémentFiend Folio(1981)

#### Aarakocra
L’aarakocra (prononcer a-rah-KO-krah) est une race d'oiseaux ressemblant à un humanoïde monstrueux, vivant en haute montagne. Il apparaît pour la première fois dans le Fiend Folio en 1981, puis fréquemment par la suite, ayant été adapté à de nombreux paramètres de campagne, y compris Faucongris, Lancedragon, Dark Sun, et les Royaumes oubliés.
Les aarakocras ressemblent à des oiseaux humanoïdes. À mi-chemin le long du bord de chaque aile est une main avec trois doigts à taille humaine et un pouce opposable. Les mains ne peuvent saisir en vol mais sont presque aussi utiles que les mains de l'homme quand un aarakocra est perché et ses ailes repliées. Leurs pattes puissantes munies de quatre serres acérées peuvent se débloquer et se replier pour révéler une autre paire de mains fonctionnelles. Ils ont le bec gris-noir et les yeux noirs. Les couleurs de leur plumage varient mais les hommes sont généralement rouge, orange et jaune, tandis que les femmes tendent vers le brun et le gris.
Les aarakocras habitent les hautes montagnes. Leur alignement-type est neutre bon. Les aarakocras vivent dans des petites tribus d'environ onze à trente membres. La tribu vit dans un nid fait de vignes communales tissées avec un revêtement intérieur doux, fait d'herbe séchée. Le plus vieux mâle sert en tant que chef de la tribu.

### Principaux ajouts duBestiaire monstrueuxvolume II (1983)

#### Bulette
La bulette, ou « requin terrestre », est un monstre souterrain ayant grossièrement la forme d'une balle qui creuse le sol et s'attaque aux humains et aux chevaux. Elle a été inspirée aux auteurs du jeu par un jouet en plastique bas de gamme. Il s'agit d'un des premiers monstres créés spécifiquement pour le jeu, plutôt que repris de mythes, de légendes ou de récits de fantasy.

#### Céleste
Les Célestes sont un groupe de créatures appartenant à la catégorie générale des plans Extérieurs, mais qui sont par essence d'alignement bon. Dans l'univers imaginaire du jeu, ils représentent les forces de la justice en arme et incluent des créatures emblématiques du « bien » qui traquent et détruisent le mal, créatures empruntées à l'histoire des religions et aux mythes, comme les Anges et les Devas. Tous les Célestes sont originaires des Plans supérieurs. Quatre types de Célestes ont été décrits à ce jour dans les suppléments officiels de la gamme : les Aasimons (dit aussi Devas ou Anges), les Archons, les Éladrins et les Guardinals, chacun présentant des motivations et des points de vue différentes quant à la nature du « Bien ». Les Célestes sont dirigés par des Parangons célestes, créatures uniques présentées dans l'univers de Donjons et Dragons comme des pôles opposés aux Princes démons et aux Archidiables.
Les Aasimons peuvent être de n'importe quel alignement bon et vivre dans n’importe lequel des Plans supérieurs. Il existe de nombreuses sous-catégories d'anges, dont les Devas Astraux, Solaires et Planétaires. Les Archons sont bons loyaux et vivent sur le Mont Céleste. Ils considèrent les fiélons comme leurs ennemis jurés et consacrent leur existence à protéger tous les peuples libres contre la tyrannie du Mal. Les Eladrins sont d'alignement bon chaotique et vivent sur le plan d'Arborée. Ce sont les chevaliers errants de tout ce qui est extraplanaire et parcourent sans cesse les plans à la recherche d'hommes et de femmes bons prêts à mettre leur épée au service de la cause des Éladrins. Les Guardinals sont d'alignement bon neutre et résident sur le plan des Élysées.
Les Anges (qui s'appellent à l'époque Devas) font leur première apparition dans le magazine Dragon. Les Devas de type « Astral », « Movaniste » et « Monadiste » y sont décrits dans la rubrique intitulée Featured Creatures ; les Planétaires (Planetar) et les Solaires (Solar) sont décrits dans cette même rubrique le mois suivant. La rubrique Featured Creatures était une série d'articles dans lesquels Gary Gygax publia des informations sur les créatures « officielles » du jeu, avant la sortie du Monster Manual II (en) qui parut l'année suivante.
Les Archons apparaissent dans la 1re édition du Manual of the Planes (en) pour Advanced Dungeons & Dragons. Les Éladrin et les Guardinals commencent leur carrière sous la forme de cartes à jouer du jeu Blood War, puis font leur entrée dans la gamme D&D avec le supplément Planescape: Monstrous Compendium (en) Appendix II.

#### Tasloi
Le Tasloi est un petit humanoïde couvert d'une fourrure vert sombre et aux yeux de chat. Ils sont toujours cambrés et se déplacent à la manière des singes. Leurs villages sont construits sur des plateformes dans les arbres, cachés par la luxuriante végétation. Ils élèvent parfois des rats géants, comme animaux de garde ou montures. Les Tasloi vénèrent un aspect de Maglubiyet, un dieu gobelin.

#### Verbeeg
Les Verbeegs forment un peuple humanoïde souvent difforme, apparenté aux géants, dont ils sont souvent les serviteurs, parfois plus intelligents que leurs maîtres. Ils sont d'alignement neutre mauvais.

### Principaux ajouts de l'universLancedragon(1984)

#### Kender
Le kender est un type particulier d'halfelin, caractérisé particulièrement par sa naïveté et sa kleptomanie. Le kender ne croit pas être un voleur : il prend les objets qui « menacent de tomber », « risquent de se détacher », « sont abandonnés », et les conserve dans le but de les « rendre heureux », de les « protéger contre le vol » ou de les « protéger des incendies ». Les kenders sont insensibles à la peur et sont d'une curiosité insatiable. Considérés par beaucoup d'humains comme indiscrets et voleurs, les kenders sont exclus de la plupart des villes humaines, ce qui ne les empêche pas d'y entrer tout de même. Les kenders possèdent au moins une grande ville : Kenderfoule.

### Créatures planaires
Les créatures planaires sont un type de monstres qui regroupe les Archons, Baatezu, Eladrins, Guardinals, Modrons, Rilmanis, Slaads, Tanar'ris et Yugoloths, espèces prédominantes des plans Extérieurs basés sur l'alignement. Les résidents des plans d'alignement Bon sont appelés célestes. Ceux des plans d'alignement mauvais sont appelés fiélons. Ces derniers ne sont pas vraiment une menace pour le plan Primaire, car ils sont engagés dans une guerre raciale de plusieurs milliers d'années, nommée la Guerre Sanglante (Blood War). Chaque espèce est divisée en sous-groupes.
Baatezu
Les baatezu sont des diables originaires des Neuf Enfers de Baator, le plan loyal mauvais qui est aussi surnommé les Neuf Enfers. Moins destructeurs que les tanar'ris, les terrifiants baatezu sont très organisés et logiques.
Bariaures
Les bariaures sont des créatures natives de l'Ysgard. Ils ressemblent à des centaures avec un corps de bélier ou de chèvre plutôt que de cheval ; les mâles portent des cornes de bélier. Ils sont généralement émotifs et joviaux, mais parfois colériques. Ils sont proposés comme une des espèces jouables dans le décor de campagne de Planescape.
Démodande (Gehreleth)
Les demodandes ou gehreleths sont les habitants des Carcères. Ce sont des créatures vicieuses et agressives. Elles servent leur maître, le dieu Apomps, qui est lié au nombre 3 ; chaque gehreleth porte un triangle d'obsidienne sur lui, pour montrer sa fidélité à Apomps. Il existe trois sortes de gehreleths, et chacune compte 3 333 individus. En comptant Apomps, ceci porte leur nombre total à 10000. Il leur est toutefois possible de doubler leur nombre dans les phases les plus violentes de la Guerre Sanglante. Quand ils ne servent pas de mercenaire pour les tanar'ri, les baatezu ou les deux à la fois, ils tâchent d'empêcher les gens de quitter le plan des Carcères.

#### Élémentaires
Les élémentaires, aussi appelés élémentaux, sont des créatures entièrement composées d'un des quatre éléments (parfois deux). Ce terme fait généralement référence à de grandes masses d'un des quatre éléments avec des traits vaguement humanoïdes. Mais il existe aussi d'autres créatures élémentaires, tels que les sylphes, qui sont des humanoïdes ailées natives du plan élémentaire de l'air, ou les salamandres, des reptiles liés au feu. S'ajoutent les élémentons, de petits élémentaires, et les monstres élémentaires du codex profane.
Génies
Les génies sont des créatures humanoïdes qui vivent dans les plans intérieurs, ou dans les plans élémentaires en V3. Dans la seconde édition d'AD&D, ils étaient décrits comme des « élémentaux humanoïdes », mais sont décrits comme des « extérieurs » dans la troisième édition de D&D. Ils sont clairement inspirés par les génies et les éfrits de la mythologie moyen-orientale. Il existe cinq sortes de génies. Les janns, contrairement aux autres élémentaux, sont formés des quatre éléments en quantités égales. Parmi les quatre autres types de génies, les daos sont composés de terre, les djinns d'air, les éfrits de feu, et les marids d'eau. Malgré ces différences, ils ont pour points communs de porter des titres moyen-orientaux (Par exemple, les djinns sont dirigés par des califes et les éfrits par un grand sultan) et de pouvoir accorder des souhaits à des mortels.
Githyanki et Githzéraï
Les githyanki et githzeraï (qui sont souvent appelés collectivement les giths) sont les descendants d'un ancien peuple qui servait d'esclaves aux flagelleurs mentaux. Après qu'une héroïne nommée Gith les a libérés, les esclaves rebelles se sont scindés en deux : les githzeraï, menés par le sage Zerthimon, un magicien immortel, se sont exilés dans le plan chaotique des Limbes où ils vivent une existence monacale, et les githyanki se sont exilés dans le Plan Astral où ils sont dirigés par la reine-liche Vlaakith et mènent des raids contre d'autres espèces. Les deux peuples se haïssent cordialement, et leur point commun principal est la haine qu'ils partagent pour les flagelleurs mentaux, à tel point qu'ils s'allient entre eux et parfois avec des slaads lorsqu'il est question de les combattre.
Physiquement, les githyanki et githzeraï sont difficiles à distinguer. Ils ressemblent à des humains mais sont légèrement plus grands et beaucoup plus maigres. Leur peau est jaune et ils ne possèdent pas de nez (ou en possèdent un très petit, selon l'espèce)
Il existe également des giths dans le monde d'Athas du décor de campagne de Dark Sun. Ils ne sont pas liés aux plans, mais forment un peuple de pillards et de charognards du désert. Ils partagent avec les githzeraï et githyanki une certaine ressemblance physique. Enfin, dans le décor de campagne de Spelljammer, les pirates de Gith sont une autre ethnie de giths, qui se sont réfugiés dans l'espace.
Inévitables
Les Inévitables, aussi appelés Inéluctables, sont des créatures mécaniques qui agissent pour maintenir les lois de l'Univers. Ils sont apparus dans la troisième édition de Dungeons & Dragons, pour remplacer les Modrons (qui avaient officiellement disparu du background). Ils cohabitent sur Méchanus avec les formiens. Il existe 5 rangs d'Inévitables, chacun responsable d'une loi universelle.
Modrones
Les Modrones sont des créatures du plan loyal neutre de Méchanus, parfois appelé Nirvaña. Les Modrones n'ont aucun concept d'individualité et ne pensent qu'à servir leur hiérarchie très rigide et compliquée. Ce sont des créatures bio-mécaniques, capables de s'améliorer si le besoin s'en fait sentir. Quelques rares Modrones acquièrent une individualité pour des raisons inconnues.
Planaires
Bien que le terme de planaire puisse généralement s'appliquer à toute créature née ailleurs que dans le Plan Primaire (c'est alors la traduction du terme anglais planar), il peut plus particulièrement concerner les créatures issues d'un croisement entre un humanoïde et un extérieur (comme les anges et diables) ou un élémentaire (comme les génies). Dans ce deuxième cas, c'est une traduction du terme planetouched. Ce dernier terme regroupe plusieurs types de créatures. Les planaires les plus connus sont les aasimars, qui ont une trace de sang céleste dans les veines, les tieffelins, qui ont une trace de sang fiélon, et les genasi, qui ont une trace de sang élémentaire. Il existe aussi les Maeluths, des nains possédant du sang de diable, les méchanatrixs, ayant un ancêtre mécanique, les shyfts, qui ont un ancêtre intangible, ainsi que les wispling, hobbits démoniaques. Les tanarukks sont des orques démoniaques. Ces derniers sont moins connus car leur ascendance en fait des individus plus extraordinaires que les aasimars et les tieffelins. Étrangement, les planaires descendant de démons sont probablement plus fréquents que ceux provenant d'autres fiélons.
Physiquement, les planaires ressemblent surtout à leur parent humanoïde, mais avec quelques détails extraordinaires. Par exemple, un genasi du feu pourra avoir des cheveux rouge vif qui ondulent en permanence ; un aasimar pourra avoir des yeux complètement dorés. Annah, une tieffeline qui fait partie des héros du jeu vidéo Planescape: Torment, porte une longue queue de rat, tout comme Neeshka de Neverwinter Nights 2.
Psychologiquement, le caractère des planaires est affecté par leurs ancêtres non humanoïdes, et ils sont souvent du même alignement que ceux-ci, mais ce n'est pas systématique (on retrouve ainsi plusieurs tieffelins bons ou neutres, et parfois des aasimars mauvais).
Quatre tieffelins peuvent être engagés dans des jeux de rôle sur ordinateur : Haer'Dalis dans Baldur's Gate II: Shadows of Amn (chaotique neutre), Annah dans Planescape: Torment (chaotique neutre), Valen dans Neverwinter Nights: Hordes of the Underdark (chaotique bon) et Neeshka dans Neverwinter Nights 2 (neutre strict).

#### Rilmani
Les Rilmani sont des humanoides à la peau métallique, originaires du plan neutre appelé Outreterre ou encore Opposition Concordante. Ils croient en l'équilibre maintenu, en la précision et visent ce but sans ressentir d'émotions.
Slaadi
Les Slaadi (ou Slaads ; singulier : Slaad) sont des monstres ressemblant à des crapauds humanoïdes et qui viennent du plan chaotique neutre des Limbes. Ce ne sont pas des fiélons, mais ils ont la même brutalité. Au cours des diverses éditions de Donjons et Dragons, les Slaadi ont été décrits comme des créatures dotées d'un système social complexe fondé sur les relations et le cycle de reproduction des diverses sous-espèces. Dans les premières éditions de D&D, un symbole de puissance était incrusté dans le front de chaque slaad et des tatouages non magiques sur le front représentaient les hauts-faits et le statut. Ces dernières caractéristiques physiques disparaissent avec la 3e édition et les éditions ultérieures. Dans les deux premières éditions de D&D, les Slaads étaient divisées en sous-espèces rouges, bleus, verts, gris et slaad de mort ; la 3e édition ajouta les sous-espèces boueux, blanc et noir. Dans toutes les éditions, les Slaadi ont été dominés par les Seigneurs Slaad, Ssendam et Ygorl. La Pierre de Frai (en anglais : Spawning Stone), située dans « un royaume de leur plus grand dominion », est la demeure primordiale des Slaadi et dérive au cœur des Limbes.
Des détails supplémentaires sur les slaads apparaissent dans le Fiend Folio, puis dans le supplément Epic Level Handbook en 2002. Les Seigneurs Slaads sont détaillés dans des suppléments comme le Tome of Horrors publié chez Necromancer Games en 2002. Des slaads apparaissent aussi dans des suppléments pour l'univers Planescape : Faces of Evil: The Fiends et The Inner Planes (non traduits).
Tanar'ri
Les Tanar'ri sont parfois appelés des démons, comme tout être originaire des Abysses, le plan chaotique mauvais aux strates infinies. Cruels, ils tentent de rester indépendants de tout pouvoir extérieur. Au sommet de leur hiérarchie informelle se trouvent les terrifiants Princes-Démons.
Yugoloths
Les Yugoloths sont des fiélons aux tendances mercenaires. Ils viennent du plan neutre mauvais appelé la Gaste Grise. Ils ont des apparences très variées et leurs buts sont secrets. La plupart d'entre eux se sont installés sur le plan loyal mauvais/neutre mauvais de la Géhenne.

### Principaux ajouts de l'univers des Royaumes oubliés (à partir de 1987)

#### Dracoliche
Ayant l'apparence d'un dragon squelettique ou en décomposition très avancée, la dracoliche est un dragon qui, par un sortilège de magie maléfique, place son âme dans un phylactère (un objet), ce qui lui permet de vivre pour l'éternité et de survivre à la destruction de son corps, ce qui en fait un adversaire très puissant pour les personnages-joueurs. Il s'agit d'une variante de la liche aux dragons de cet univers. La dracoliche apparaît pour la première fois dans Advanced Dungeons & Dragons, dans l'article The Cult of the Dragon, par Ed Greenwood, paru dans Dragon #110 en juillet 1986, puis elle est incluse dans le supplément des Royaumes oubliés Waterdeep and the North en 1987. Un monstre appelé Dragotha et qualifié de « dragon mort-vivant », précurseur de la dracoliche, apparaît dans l'univers de Faucongris dans l'aventure White Plume Mountain. De nombreux détails et variantes sont ajoutés dans les suppléments et éditions ultérieures du jeu.
Par la suite, plusieurs œuvres de fiction mettent en scène des dragons morts-vivants à l'apparence similaire. Dans la série Game of Thrones, saison 7, épisode 6, le Roi de la Nuit, après avoir abattu Viserion d'une lance de glace, ordonne à ses troupes de le tirer du lac où son cadavre repose. Posant sa main sur sa gueule, il le réveille avant de le chevaucher et d'abattre le Mur, permettant l'invasion du Don et des terres des Stark.

#### Maître des Ombres
Dans l'univers des Royaumes oubliés, il s'agit également d'un peuple de métamorphes originaires du plan de l'ombre. Ils complotent pour prendre le pouvoir sur Féérun et font partie des adversaires du mage Elminster. Le Maître des Ombres est aussi une classe de personnage jouable à haut niveau (et cela sans que le personnage soit nécessairement maléfique).

#### Wemic
Introduit dans le Bestiaire monstrueux : Royaumes Oubliés, Appendice 1 publié par TSR en 1989, le wemic est une créature hybride à moitié humaine et dont la partie inférieure est celle d'un lion. Les wemics mesurent environ 3,60 mètres de la tête à la base de la queue et de 1,80 à 2,10 mètres en position debout. Nomades, excellents chasseurs, ils vivent en troupes d'une vingtaine d'individus. et ont développé une culture orale. Ils sont très présents dans les savanes du Shaar.

### Principaux ajouts de laGuerre de sang(1991)
Le concept de la Guerre Sanglante (Blood War) fut introduit en 1991 comme une partie du nouveau background pour les plans extérieurs du Monstrous Compendium : Outer Planes Appendix. Le conflit est décrit comme une guerre d'anéantissement sans fin entre deux types de diables : les baatezu et les tanar'ri.
La Guerre Sanglante a été détaillée dans divers livres à travers le décor de campagne Planescape, en particulier dans la boite de jeu de 1996 Hellbound: The Blood War (en). La Guerre sanglante est un élément important du scénario du jeu vidéo Planescape: Torment sorti en 1999 et adapté de ce décor de campagne.
La 4e édition du Manuel des plans de D&D fait avancer la chronologie du multivers et indique que la Guerre Sanglante a pris la forme d'une guerre froide larvée. Dans la cinquième édition du jeu, la Guerre sanglante est présentée dans le supplément Mordenkainen’s Tome of Foes en 2018,. La campagne Descent into Avernus, en 2019, emmène les personnages dans le premier cercle de l'Averne et les confronte à l'un des champs de bataille de la guerre.
La Guerre Sanglante fait rage depuis le Temps d'avant le Temps, une ère sombre où le Plan Matériel Primaire n'était pas encore complètement développé. La guerre est totale et massive, s'étendant sur plusieurs plans d'existence, et mobilisant un nombre quasi infini de créatures de part et d'autre.
Si les tanar'ri ou les baatezu parvenaient, d'une manière ou d'une autre, à vaincre son adversaire, prenant ainsi le contrôle de la totalité des plans inférieurs, le multivers s'en trouverait grandement menacé. Cet état de fait est certainement bien connu des êtres des plans supérieurs ; plusieurs fois par le passé, on a observé des émissaires des races d'en haut venir semer des armes et des artefacts puissants dans les rangs des diables et des démons, afin de prolonger la guerre.

### Principaux ajouts de l'univers d'Eberron (2004)

#### Féral
Un féral est un descendant de loup-garou à qui son ascendance confère une capacité dite sauvagerie qui lui permet de se transformer partiellement pour prendre des traits plus bestiaux. Cette capacité est maîtrisée et ne lui ôte pas sa lucidité.

#### Forgelier
Les forgeliers (warforged en anglais) sont des créatures fantastiques sur Eberron, un décor de campagne du jeu de rôle Donjons et Dragons. Ce sont des créatures artificielles, faites de métal et de bois, mais vivantes. Elles partagent donc certaines caractéristiques des golems (par exemple, ils n'ont pas besoin de respirer, de manger, de boire ou de dormir) mais aussi certains aspects des humains (ils sont affectés par les sorts de soins et de contrôle mental). Ils sont employés comme soldats artificiels dans les guerres du monde de Khorvaire. Après la fin de la Dernière Guerre, le traité de Fort-Trône leur reconnaît le statut d'êtres vivants.